# 20 رجب
- السبت
- الأحد
- الاثنين
- الثلاثاء
- الأربعاء
- الخميس
- الجمعة

- 2728 ديسمبر 2024
- 2829 ديسمبر 2024
- 2930 ديسمبر 2024
- 3031 ديسمبر 2024
- 11 يناير 2025
- 22 يناير 2025
- 33 يناير 2025
- 44 يناير 2025
- 55 يناير 2025
- 66 يناير 2025
- 77 يناير 2025
- 88 يناير 2025
- 99 يناير 2025
- 1010 يناير 2025
- 1111 يناير 2025
- 1212 يناير 2025
- 1313 يناير 2025
- 1414 يناير 2025
- 1515 يناير 2025
- 1616 يناير 2025
- 1717 يناير 2025
- 1818 يناير 2025
- 1919 يناير 2025
- 2020 يناير 2025
- 2121 يناير 2025
- 2222 يناير 2025
- 2323 يناير 2025
- 2424 يناير 2025
- 2525 يناير 2025
- 2626 يناير 2025
- 2727 يناير 2025
- 2828 يناير 2025
- 2929 يناير 2025
- 3030 يناير 2025
- 131 يناير 2025

20 رجب أو 20 رجب الفرد أو 20 رجب المُرجَّب أو يوم 20 \ 7 (اليوم العشرون من الشهر السابع) هو اليوم السابع والتسعون بعد المائة (197) من أيَّام السنة (أو الثامن والتسعون بعد المائة لو كان شهر جمادى الآخرة مُتممًا لليوم الثلاثين أو التاسع والتسعون بعد المائة لو أتم كلًا من صفر وربيع الآخر وجمادى الآخرة ثلاثين يومًا) وفق التقويم الهجري القمري (العربي). يبقى بعده 157 أو 158 يومًا لانتهاء السنة.

## أحداث
- 13 هـ - انتهاء فتح دمشق بعد حصارها لنحو شهر وتسليم المدينة بيد المسلمين.
- 400 هـ - أبو القاسم الفردوسي يكمل قصيدته الملحمية الشاهنامه، والتي تعد الملحمة الوطنية لبلاد فارس.
- 1236 هـ - افتتاح «غرفة ترجمة الباب العالي» في الدولة العثمانية، وكان خريجو هذه المدرسة هم عماد السلك الدبلوماسي العثماني ومن أسسوا الدبلوماسية التركية الحديثة، وكانت اللغة الرئيسية فيها هي اللغة الفرنسية.
- 1339 هـ - سعد زغلول ورفاقه يعودون من المنفى إلى القاهرة.
- 1365 هـ - مجلس السوفييت الأعلى يصدر قرارًا بإلغاء «جمهورية القرم» ذات الاستقلال الذاتي، بذريعة خيانة شعب القرم للسوفيت أثناء الحرب العالمية الثانية وتعاونهم مع الألمان النازيين.
- 1375 هـ -
  - الحكومة الفرنسية تعترف باستقلال المغرب في التصريح الموقع بين الملك محمد الخامس والحكومة الفرنسية.
  - صدور قانون الانتخاب في مصر الذي منح المرأة المصرية حق الانتخاب لأول مرة، وقد أثار هذا القانون بعض الاختلاف من بعض علماء الدين.
- 1406 هـ - العثور على 2145 قطعة من العملة الإسلامية داخل سور أثري في «مدينة منقبا» بأسيوط.
- 1433 هـ - المجلس الوطني السوري ينتخب عبد الباسط سيدا رئيسًا له خلفًا لبرهان غليون.
- 1438 هـ - الحُكومة التُركيَّة تعلن فوز مؤيدي التغييرات الدُستوريَّة بعد إجراء الاستفتاء، بِنسبة 51.34%، لِتتحوَّل تُركيا من جُمهُوريَّة برلمانيَّة إلى جُمهُوريَّة رئاسيَّة.

## مواليد
- 1287 هـ - أحمد شوقي، أمير الشعراء العرب.
- 1307 هـ - محمد إدريس السنوسي ملك ليبيا الأسبق.
- 1330 هـ - سعيد عقل، شاعر لبناني.
- 1344 هـ - سعاد محمد، مطربة مصرية.
- 1369 هـ - سعد الدين شاهين، شاعر وكاتب أردني. - فلسطيني.
- 1400 هـ - تميم بن حمد بن خليفة آل ثاني، أمير دولة قطر.
- 1410 هـ - خلود عيسى، ممثلة سورية.

## وفيات
- 398 هـ - محمد بن يحيى الجرجاني، عالم محدث.
- 1300 هـ - عبد القادر الجزائري، مؤسس دولة الجزائر الحديثة وزعيم المقاومة ضد الاحتلال الفرنسي للجزائر.
- 1405 هـ - أنور خوجة، رئيس ودكتاتور ألبانيا.
- 1423 هـ - عبد الجبار داود البصري، شاعر وروائي عراقي.
- 1430 هـ - ابن جبرين، داعية وفقيه إسلامي.
- 1446 هـ - ميمي الشربيني، لاعب كرة قدم سابق ومعلق رياضي مصري.

## وصلات خارجية
- موقع قصة الإسلام: حدث في شهر رجب.